# Chaetosiphon gracilicorne
Chaetosiphon gracilicorne är en insektsart. Chaetosiphon gracilicorne ingår i släktet Chaetosiphon och familjen långrörsbladlöss. Inga underarter finns listade i Catalogue of Life.